# منان (اسم)
منان هو اسم علم مذكر من أصل عربي، ومعناه هو المنعم على غيره المعطاء.

## وصلات خارجية
- موسوعة السلطان قابوس لأسماء العرب